# Utada the Best
 (août 2016).
Si vous disposez d'ouvrages ou d'articles de référence ou si vous connaissez des sites web de qualité traitant du thème abordé ici, merci de compléter l'article en donnant les références utiles à sa vérifiabilité et en les liant à la section « Notes et références ».
Albums de Hikaru Utada
This Is the One
(2009)
Compilations par Hikaru Utada
Single Collection Vol.2
(2010)
Singles
Utada the Best est un album compilation d'Utada, sorti en 2010.

## Présentation
L'album compile d'anciens titres produits et enregistrés aux États-Unis, (co)écrits (en anglais), composés et interprétés par Hikaru Utada sous son seul nom "Utada" qu'elle utilise pour ses sorties sur le label américain Island Records d'Island Def Jam ; bien que ce ne soit que son troisième album sous ce nom là, elle avait cependant déjà sorti un album en anglais sous le pseudonyme "Cubic U" (Precious) et cinq albums et une compilation au Japon sous son nom complet pour un label concurrent.
Un mois avant sa sortie, la chanteuse annonce sur son blog que l'album, qui ne contient aucune nouveauté, est réalisé sans son accord, et demande à ses fans de ne pas l'acheter. Elle révèle deux semaines plus tard avoir signé un contrat d'exclusivité avec son label japonais EMI Music Japan, qui sortira désormais tous ses disques, sous son seul nom complet. C'est donc le dernier disque que sortira la chanteuse en tant que "Utada", et son dernier pour son label international Universal Music (qui distribue les disques d'Island).

## Sortie
Hikaru Utada avait annoncé quelques mois avant la sortie de l'album qu'elle mettrait sa carrière en pause pour une durée indéterminée en fin d'année ; cette compilation restera donc sa dernière sortie pendant plusieurs années.
L'album sort au format CD et en téléchargement le 24 novembre 2010 sous le label Universal Music Japan, uniquement au Japon, un an et demi après le précédent album en anglais de la chanteuse en tant qu'"Utada", This Is the One. Il sort le même jour qu'une autre compilation en japonais d'"Hikaru Utada" pour le label concurrent EMI Music Japan, Single Collection Vol.2, supportée par l'artiste.
Sorti sans l'accord de la chanteuse et sans promotion spécifique, l'album Utada the Best n'atteint "que" la 12e place du classement des ventes de l'Oricon, alors que son autre compilation s'y classe n°1 la même semaine. Il se vend à 11 092 exemplaires la première semaine, et reste classé pendant neuf semaines, pour un total de plus de 20 000 exemplaires vendus. C'est alors le plus faible classement et la plus faible vente d'un album de l'artiste, sous quelque nom que ce soit.

## Contenu
La pochette de l'album est une version retouchée de celle du single Exodus '04 sorti cinq ans auparavant. L'album contient seize pistes : cinq chansons parues sur le premier album d'« Utada » Exodus en 2004 (dont les singles Easy Breezy, Devil Inside, Exodus '04 et You Make Me Want to Be a Man), cinq parues sur son second album This Is the One en 2009 (dont le single Come Back to Me), les deux versions de sa chanson Sanctuary parues en « singles digitaux » au Japon en 2009 (et figurant en bonus sur la version CD américaine de This Is the One), et quatre versions remixées (trois remixes de chansons de singles présentes sur la compilation, déjà parus à la sortie de ceux-ci, et une tirée du single Dirty Desire - The Remixes, remix de la chanson Dirty Desire de l'album This Is the One).
| 1.  | Come Back to Me (カム・バック・トゥ・ミー)                                          | 5e single / album This Is the One            | 3:57 |
| 2.  | Easy Breezy (イージー・ブリージー)                                                  | 1er single / album Exodus                    | 4:03 |
| 3.  | Merry Christmas Mr. Lawrence - FYI (メリークリスマス・ミスター・ローレンス - FYI)   | de l'album This Is the One                   | 3:49 |
| 4.  | You Make Me Want to Be a Man (ユー・メイク・ミー・ウォント・トゥー・ビー・ア・マン) | 4e single / album Exodus                     | 4:37 |
| 5.  | This One (Crying Like A Child) (ディス・ワン (クライング・ライク・ア・チャイルド))  | de l'album This Is the One                   | 4:30 |
| 6.  | Exodus '04 (エキソドス'04)                                                          | 3e single / album Exodus                     | 4:31 |
| 7.  | Apple And Cinnamon (アップル・アンド・シナモン)                                     | de l'album This Is the One                   | 4:38 |
| 8.  | Automatic Part II (オートマティック・パートII)                                      | de l'album This Is the One                   | 3:00 |
| 9.  | Devil Inside (デヴィル・インサイド)                                                 | 2e single / album Exodus                     | 3:58 |
| 10. | Kremlin Dusk (クレムリン・ダスク)                                                   | de l'album Exodus                            | 5:13 |
| 11. | Sanctuary (Opening) (サンクチュアリ・オープニング)                                  | single digital / album CD US This Is the One | 4:25 |
| 12. | Sanctuary (Ending) (サンクチュアリ・エンディング)                                   | single digital / album CD US This Is the One | 5:58 |
| 13. | Exodus '04 (JJ Flores Double J Radio Mix)                                           | du single Exodus '04                         | 3:43 |
| 14. | Devil Inside (RJD2 Remix)                                                           | du single Devil Inside                       | 4:07 |
| 15. | Come Back to Me (Tony Moran & Warren Rigg Radio Edit)                               | du single Come Back to Me                    | 4:33 |
| 16. | Dirty Desire (Mike Rizzo Radio Edit) (ダーティー・デザイア...)                      | du dernier single Dirty Desire - The Remixes | 3:34 |